# オーフス市庁舎

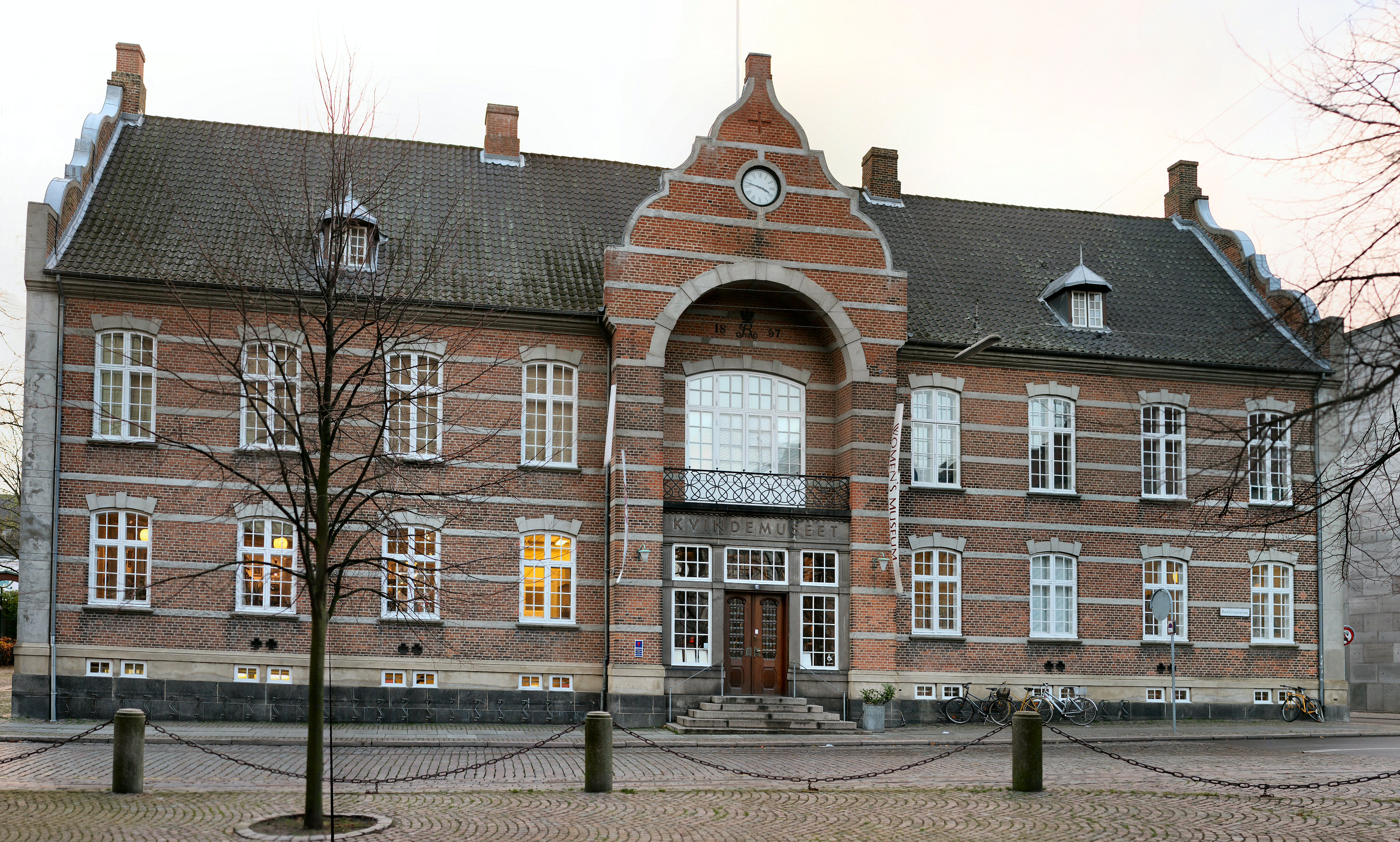
2代目の市庁舎（デンマーク女性博物館）

オーフス市庁舎（デンマーク語: Aarhus Rådhus）は、デンマークのオーフスにある市庁舎。1941年に完成した3代目の市庁舎は、アーネ・ヤコブセンとイーレク・ムラの設計による。

## 歴史
15世紀中ほど、最初の市庁舎がオーフス大聖堂（Aarhus Domkirke）の塔の前に設けられた。この市庁舎は、1853年に解体された。
2代目の市庁舎は、フェアディナン・ティーレマンの設計による、1856年から1857年にかけてオーフス大聖堂通り（Domkirkepladsen）とマイルゲーゼ通りの交差点付近に建設された市庁舎、裁判所、刑務所を兼ねる建物であった。また市議会によって1856年から1906年まで使用された。1941年の新庁舎建設後、警察署として1984年まで使用され、その後デンマーク女性博物館に転用された。
3代目となる市庁舎は、2代目の市庁舎が手狭になったことから1937年4月28日の会議で建設が決定され、公募に対して8月2日には53の設計案が集まった。14日にはアーネ・ヤコブセンとイーレク・ムラの設計案が採用された。だが、審議会で採用された案に対して「平凡で機能主義的である」と地元紙で論争がおこり、コペンハーゲンの新聞にまで取り上げられる事態となり、計画の進行は滞った。10月28日、市議会の同意を得るため記念建造物としての性格を持たせるように注文を付けた。これに応じて11月15日に設計変更案を提出した。当初の計画では存在しなかった高さ60mの塔が、追加されることになった。また、6000m2のノルウェーのポルスグルン産の大理石で表面が覆われることになった。この塔はデンマークで最後の市庁舎の塔となった。18日、変更案が市議会を通過し建設が決定した。礎石は1938年9月24日に据えられた。
1940年には、オーフスの500周年記念となる1941年に合わせてカリヨンを設ける計画が立てられた。この計画は、第二次世界大戦の影響もあって遅延し、1948年に完成した。
最終的に建築費は800万デンマーク・クローネ、さらにハンス・ヤアアンスン・ヴィーイナ（ハンス・ウェグナー）の協力による内装に150万クローネとなった。これは、3人が協力した最初のケースとなった。
第二次世界大戦では、不法な出版物の作成を従業員が支援していると疑われ、レジスタンス運動への報復として2度爆破されている。
1995年3月13日、保存建築物としての指定を受けた。2006年にはデンマークの文化大砲（Kulturkanonen）に建築部門で選出されている。

## 構造
延べ面積は地下室を含み19,380m2、容積は10,000m3。高さ60mの塔に付属する時計は、直径7m、短針2.5m、長針3mである。
塔、ホール棟、高層棟、低層棟の4棟が融合している構造となっている。市庁舎広場に面するホール棟は、議会、タウンホールを有し、正面入口となっている。中央に位置する高層棟は5階建てのオフィス、公園通りに面する低層棟は2階建てで、ともに前庭を有している。低層棟の地下に換気・暖房システムが設置されている。

## 周辺環境
市庁舎前には、西側および南側に市庁舎とともに保存対象となっているオーフス市庁舎公園、北側に同じく保存対象の市庁舎広場があり、市庁舎公園はオーフスコンサートホールに続いている。
東側は公園通りに面し、オーフス中央駅に通じている。

## ギャラリー

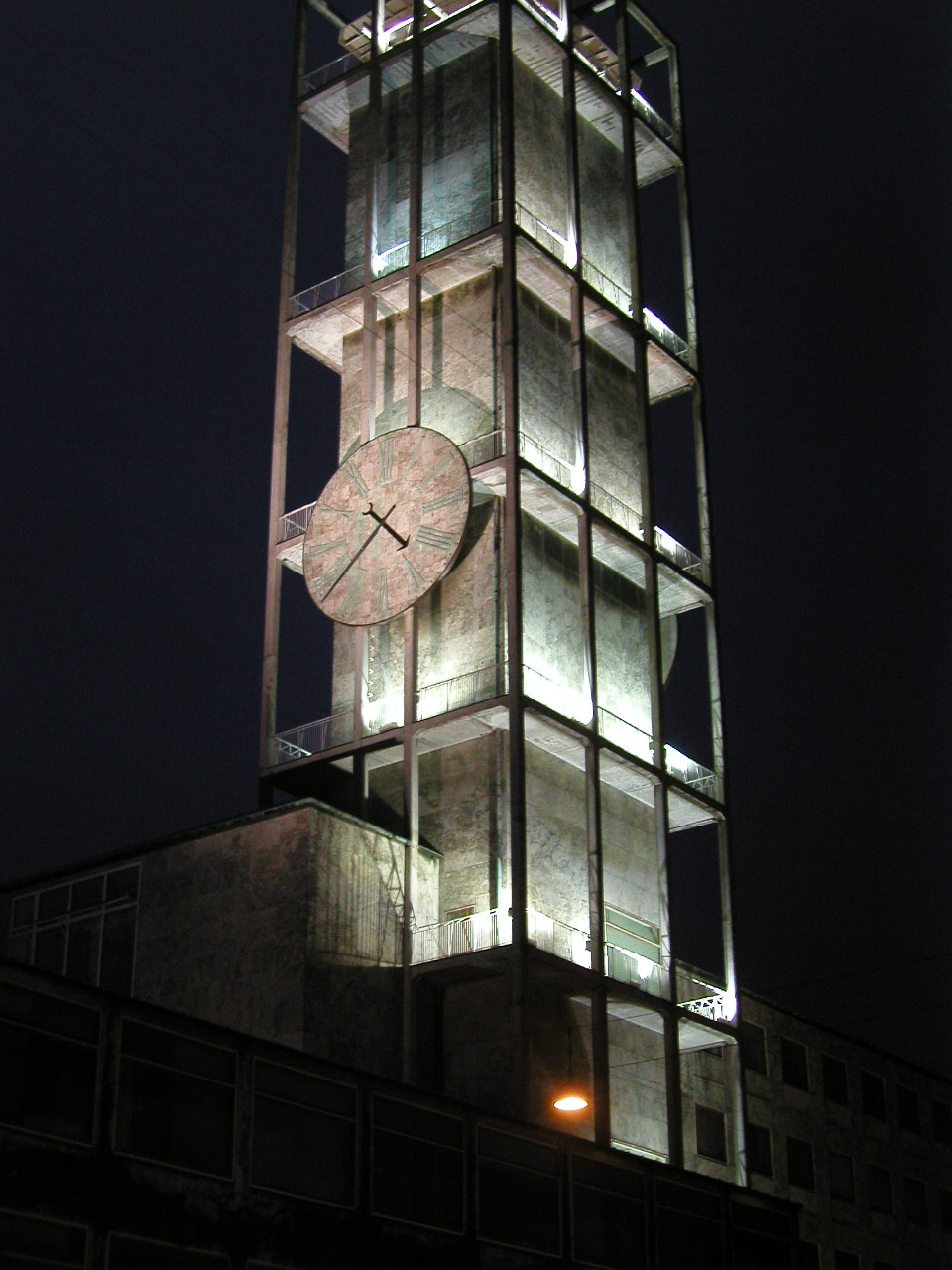
夜間の塔
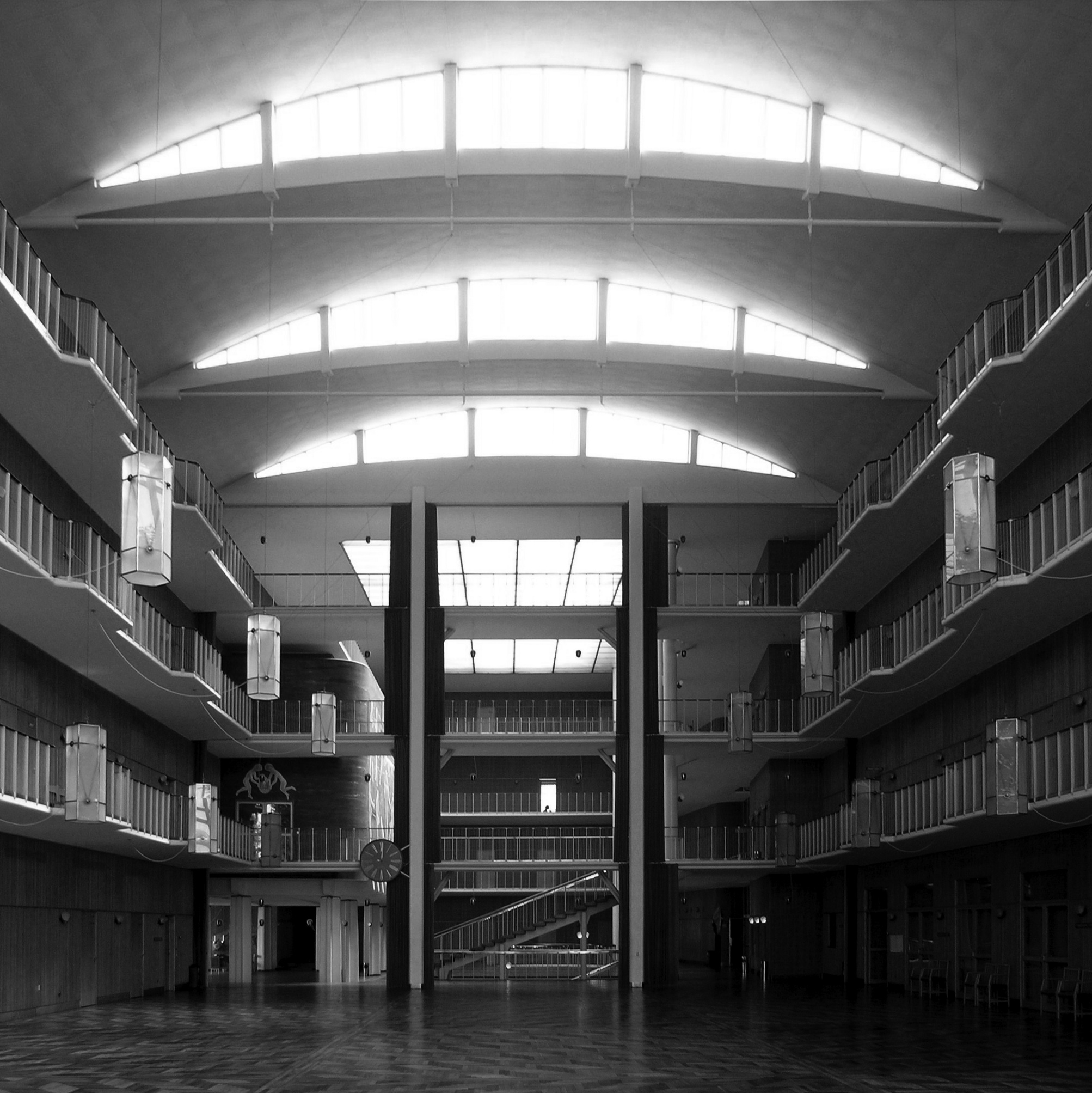
内部
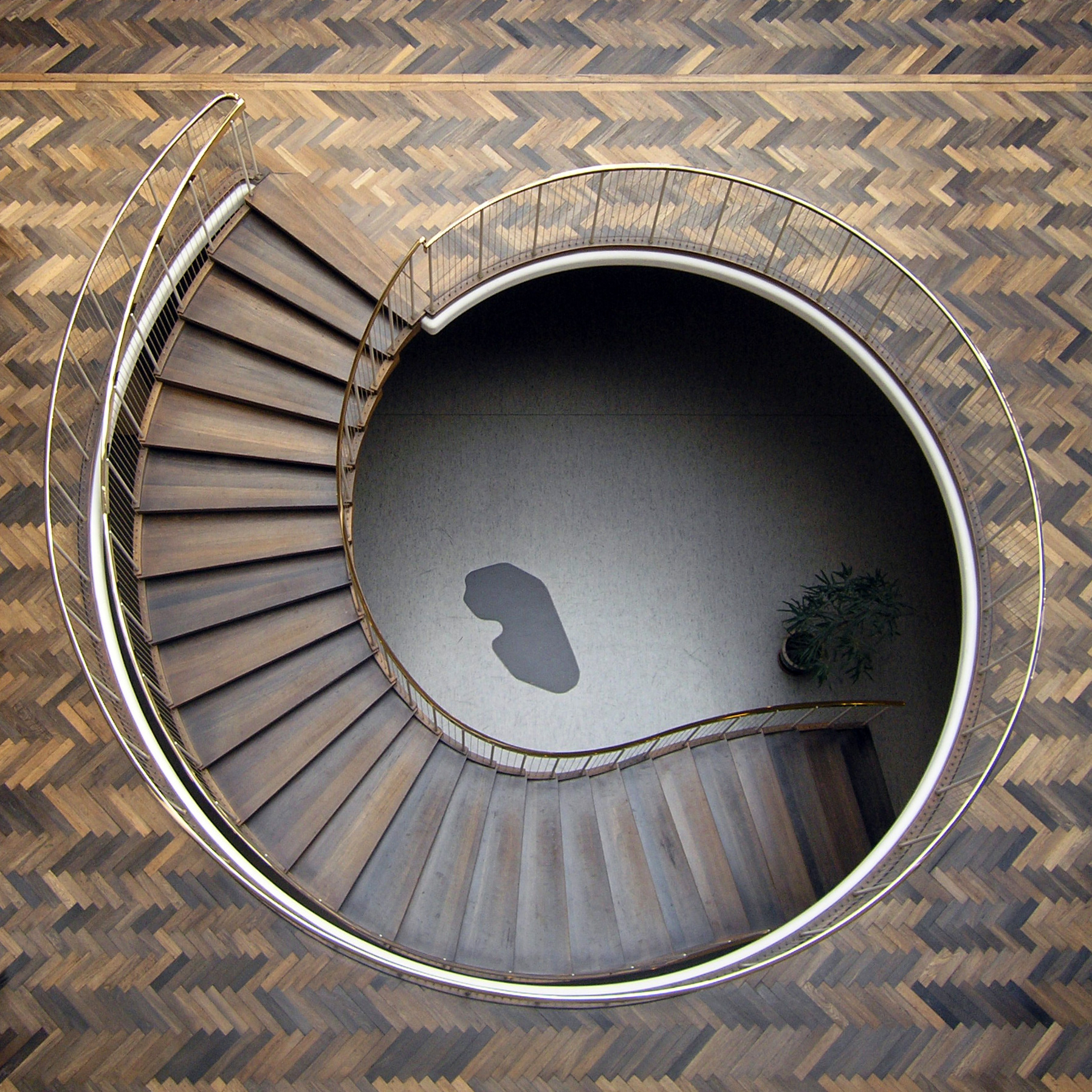
上から見た階段
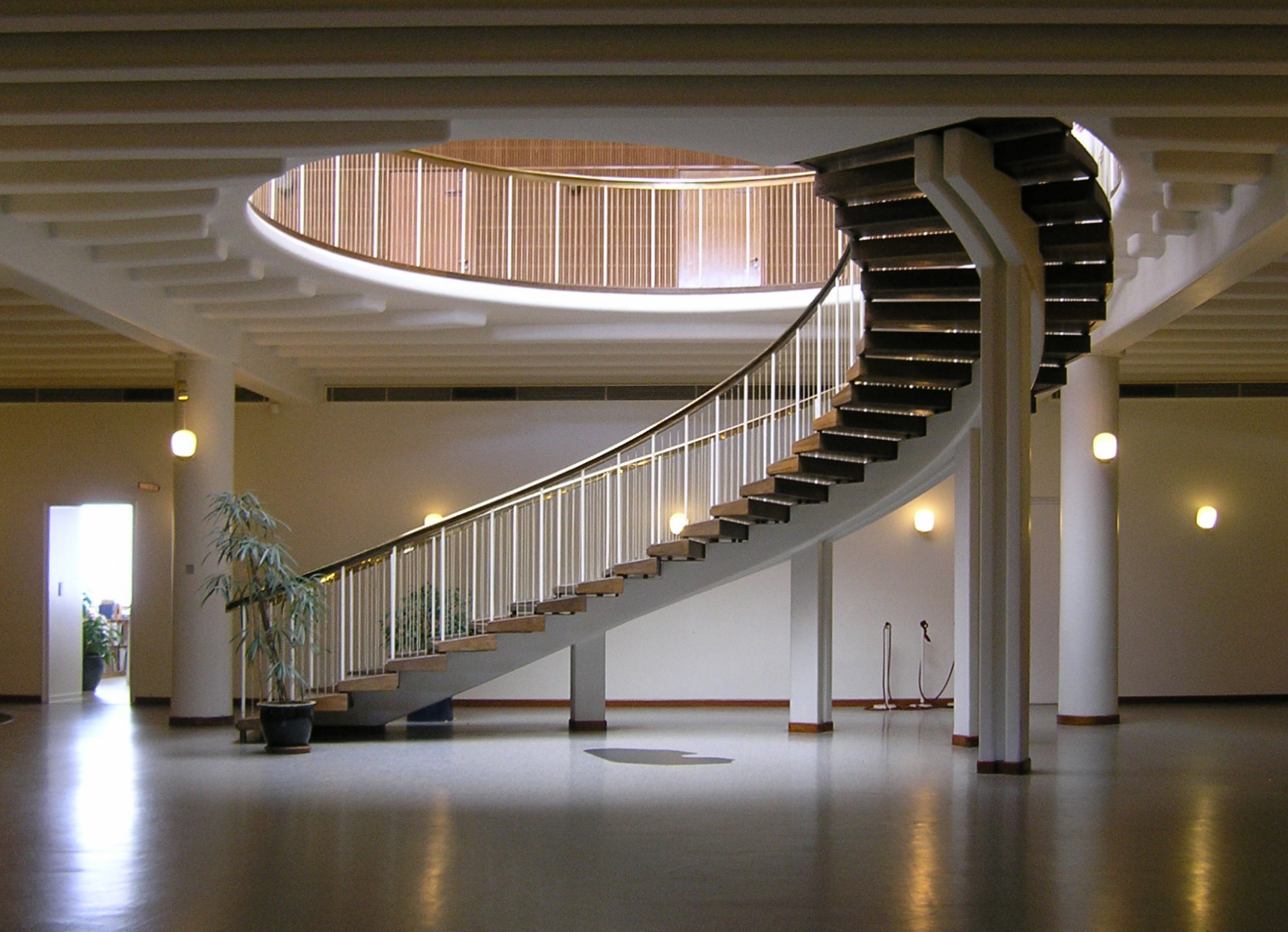
横から見た階段
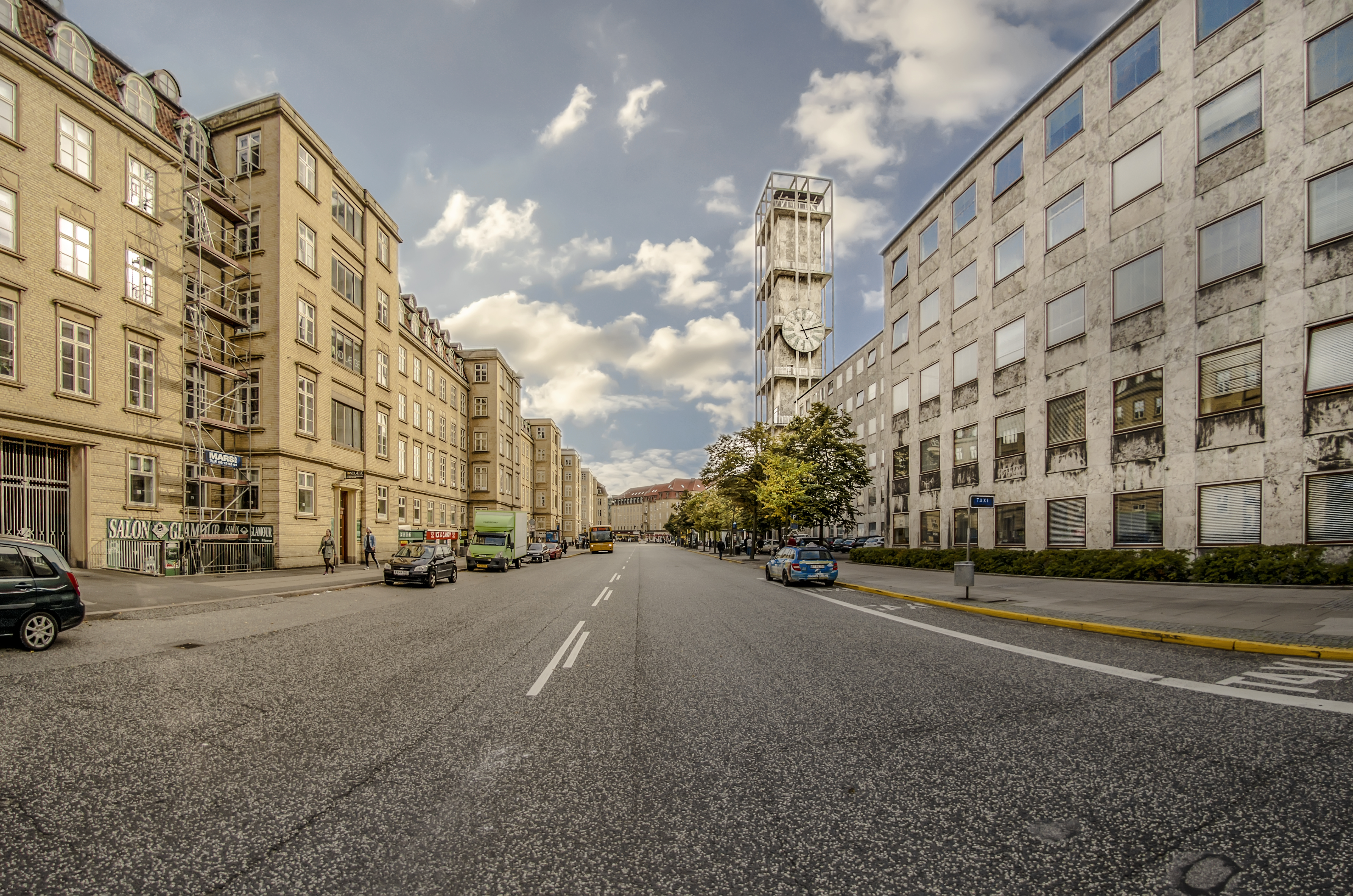
朝の公園通り、右側が市庁舎
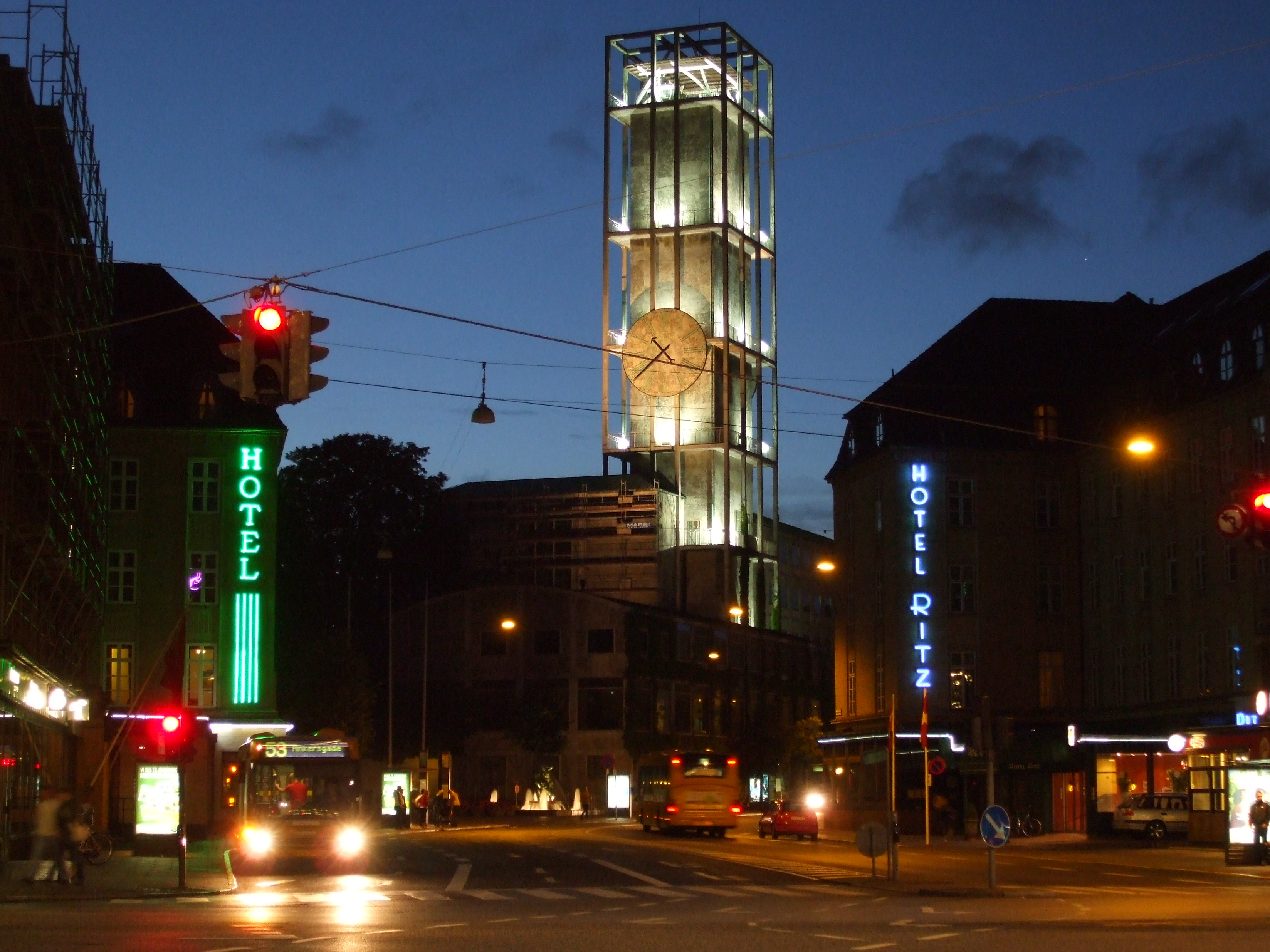
夜間の公園通り
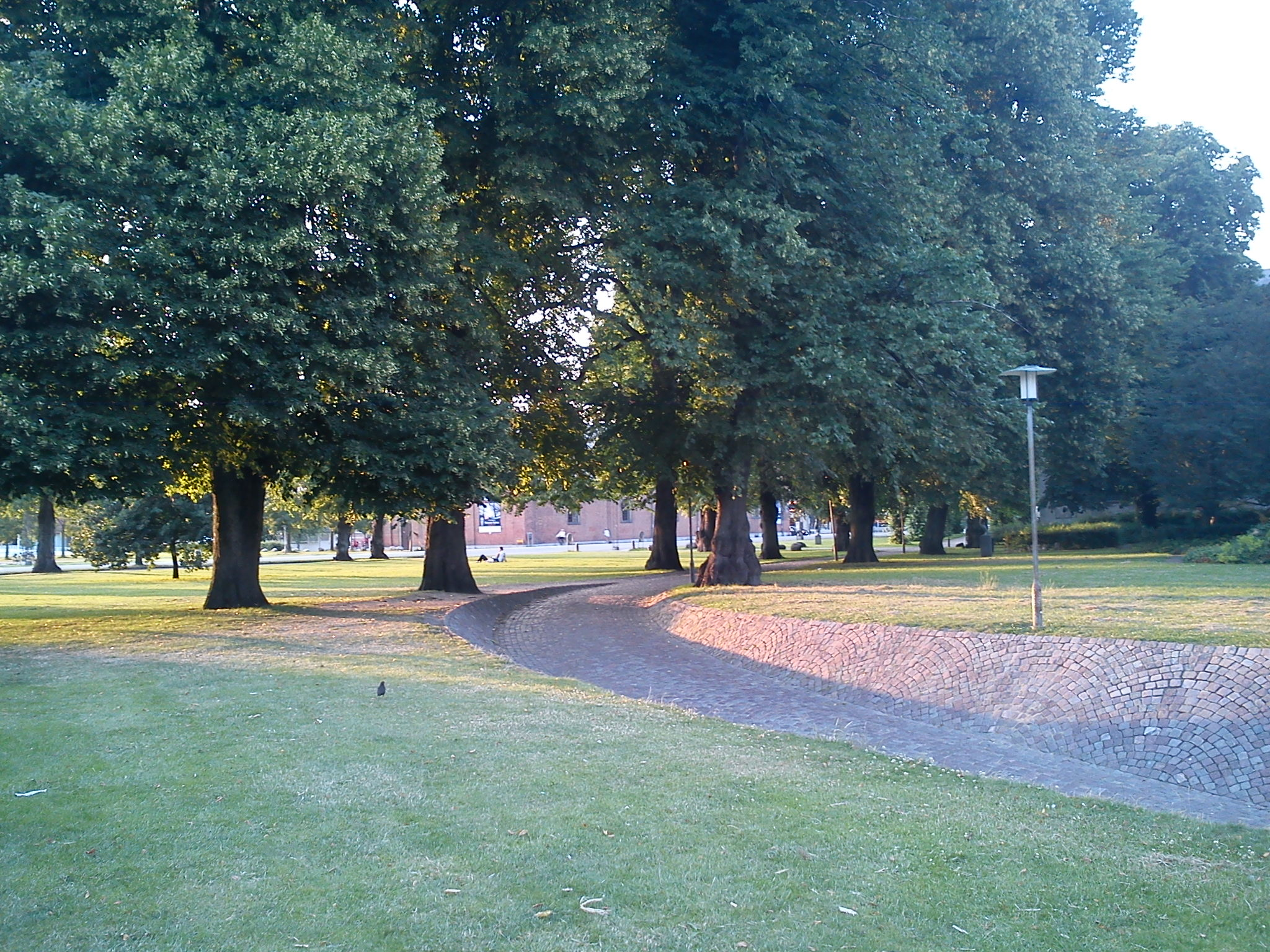
市庁舎公園
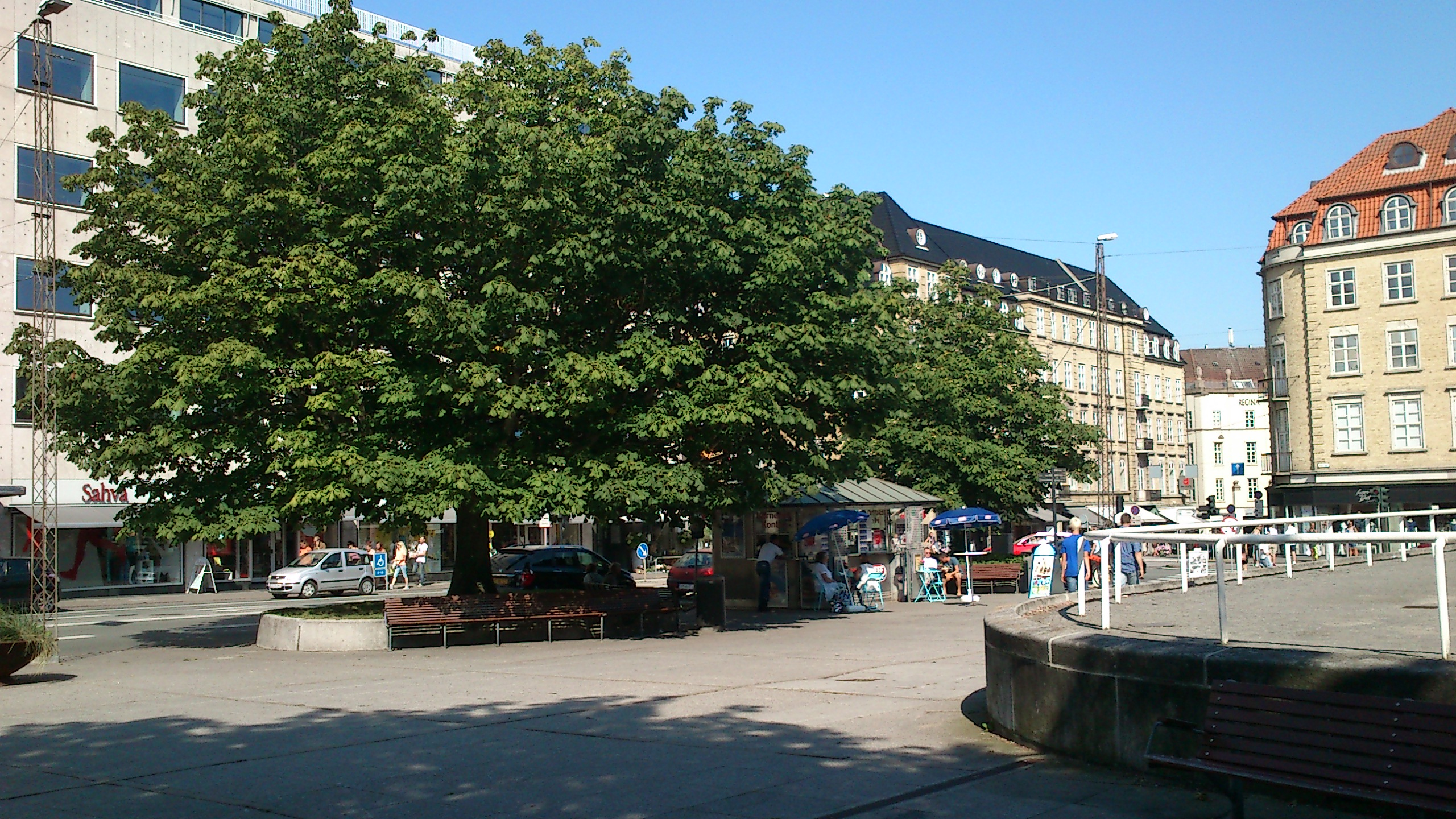
市庁舎広場のプルセヴォーン（ホットドッグ屋台）
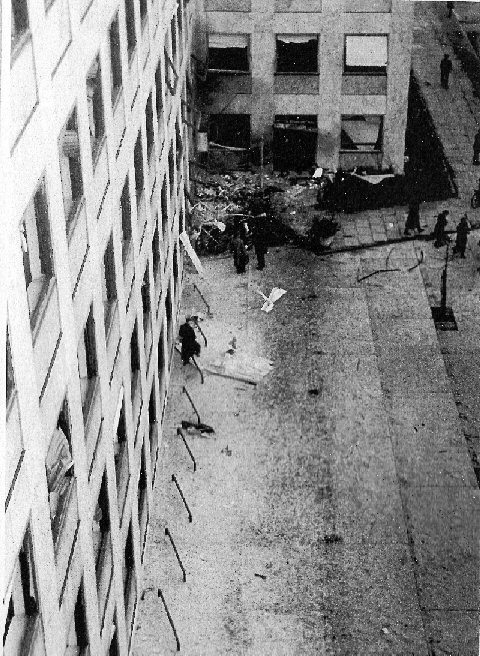
1945年の爆破事件の跡